# 谠河水库
谠河水库是中国陕西省汉中市洋县境内的一座水库，位于谠河上，建于1970年。水库正常库容为2600万立方米，集雨面积为237平方千米，海拔为529米。